# Enki Bilal

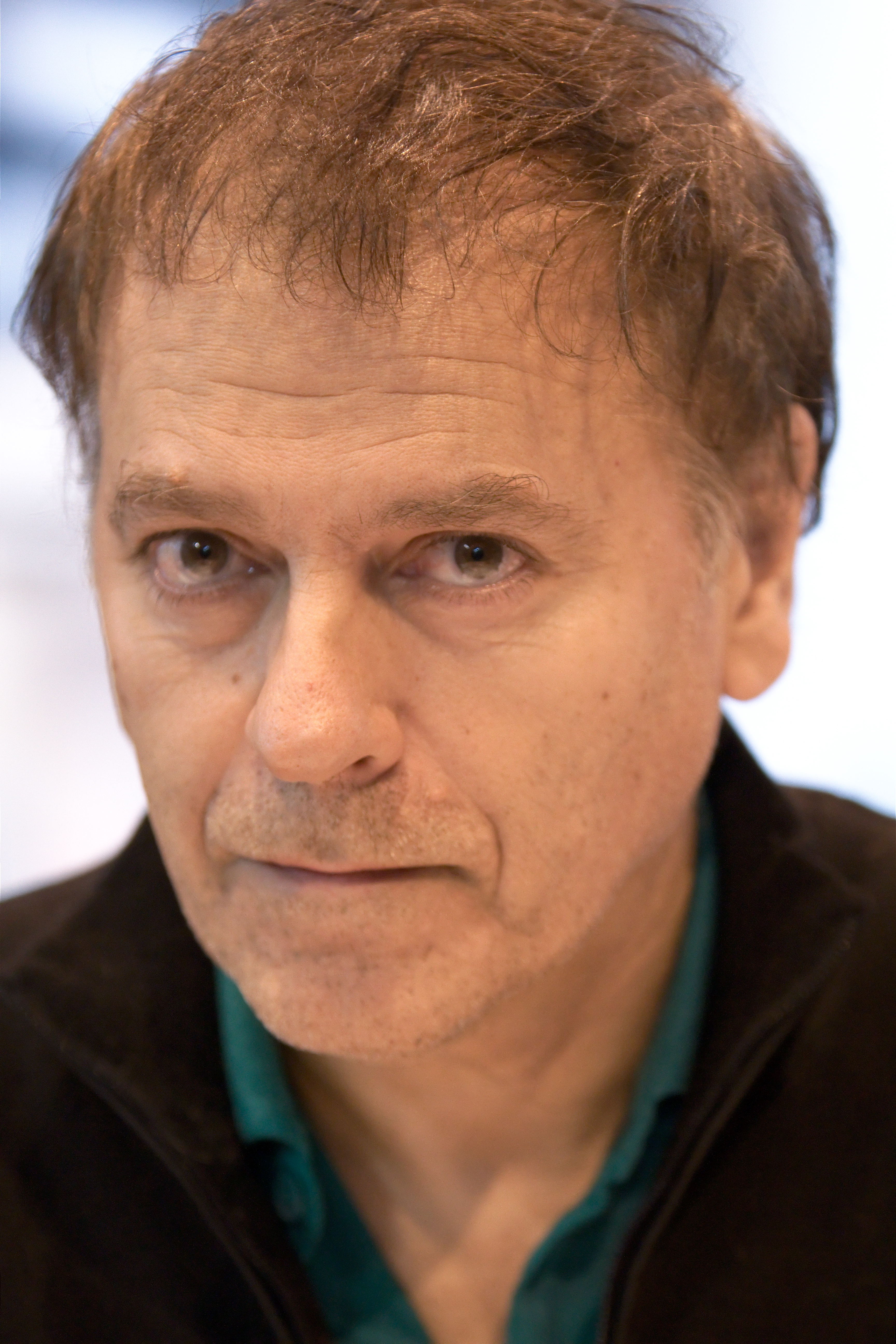
Enki Bilal in 2006

Enes Bilal, bekend als Enki Bilal (Belgrado, 7 oktober 1951) is een striptekenaar van Bosnisch-Tsjechische afkomst die woont en werkt in Frankrijk. In zijn verhalen hanteert hij een tekenstijl die realistisch is en wordt gekenmerkt door vloeiende lijnen en surrealistisch kleurgebruik. Daarbij gebruikt hij allerlei technieken en materialen door elkaar heen, wat resulteert in de kenmerkende stijl van Bilal.

## Biografie
Bilal werd geboren als Enes Bilalović. Hij was de zoon van Bosniër Muhamed Hamo Bilal en Tsjechische moeder Ana. Hij verhuisde naar Parijs op de leeftijd van negen jaar. Op veertienjarige leeftijd ontmoette hij René Goscinny, en op diens aanmoedigingen probeerde Bilal zijn tekentalent om te zetten in stripverhalen. Hij werkte aan Goscinny's magazine "Pilote" in de jaren 1970, en publiceerde zijn eerste strip in 1972: De Vervloekte Kom.
Bilal begon samen met scenarist Pierre Christin in 1975 te werken aan een serie verhalen Er was eens een voorbijganger met een surrealistische, donkere stijl. Kort na deze serie verscheen het bijzonder succesvolle album De Jacht, waarin een donker tipje van het IJzeren Gordijn wordt opgelicht.
De Nikopol-trilogie (Kermis der onsterfelijken, Lady in Blue en Koude Evenaar) duurde meer dan 10 jaar om te verschijnen. Het laatste deel van de trilogie werd in 1992 verkozen tot boek van het jaar door de redactie van het literaire tijdschrift Lire. In 1987 won Bilal voor zijn werk de Grand Prix de la ville d'Angoulême op het Internationaal stripfestival van Angoulême.
In 2007 volgde de publicatie van Vier? de afronding van het 'Monster'-vierluik dat in totaal 12 jaar duurde om te verschijnen. Het jaar daarvoor verscheen het derde deel getiteld Afspraak in Parijs. 32 december (2003), het tweede boek in deze reeks, gaat over het opsplitsen van voormalig Joegoslavië maar dan gezien vanuit de toekomst. Het eerste deel van deze tetralogie, De Slaap van het Monster (1998), begint met het verhaal van Nike, die zich de oorlog herinnert in een serie van traumatische flashbacks. Kenmerkend voor Bilal is de voortdurende strijd van de individuele mens in de gehele serie, een strijd welke gestreden wordt tegen religies, supermachten en grote bedrijven die het dagelijks leven op deze planeet feitelijk controleren.
In 2009 publiceerde Bilal Animal'z, een verhaal met western invloeden waarin een groep van mensen een veilig thuisoord zoeken nadat de wereld getroffen werd door het 'infarct', een globale gebeurtenis waardoor het klimaat op de planeet ernstig verstoord werd.
Na twee films in 1989 en 1996 te hebben geregisseerd, volgde in 2004 het dure 'Immortel, ad vitam'. Dit was Bilals eerste poging om zijn boeken op het grote scherm te brengen. De film wordt door sommigen gezien als een nauwgezette herinterpretatie van zijn boeken. Qua special effects geen ijzersterke film, maar een film die de serie op papier een extra dimensie geeft. Ook hierin spelen religie en grote corporaties een geweld(dad)ige rol.
In zijn reeks Bug vertelt Bilal het verhaal van Obb die terugkeert van een missie naar Mars waar hij gestoken werd door een blauw alien. Hij krijgt hierdoor een verbluffende kennis, die de uitgevallen geheugens van alle databases en chips op aarde omvat, waardoor hij gezocht wordt door alle machten in een wereld in chaos. Deze nieuwe reeks werd omschreven als schitterend en passionerend waarin Bilal zijn reputatie als verteller van verrassende verhalen bevestigt.
Van het werk van Bilal is ook veel als zeefdruk of als poster gereproduceerd. Een aantal van deze reproducties zijn opgenomen in de overzichtsboeken L'état des Stocks.
In 2012-2013 exposeert hij in het Louvre met 'Les Fantômes du Louvre', waarbij hij 22 foto's van beroemde kunstwerken uit het museum voorziet van imaginaire portretten van geesten.
In 2006 werd de asteroïde (227767) 'Enkibilal' naar hem vernoemd. In 2010 werd hij in Frankrijk benoemd tot 'Chevalier de l'Ordre National du Mérite' en tot 'Officier de l'ordre des Arts et des Lettres'.

### Reeksen
- Er was een 'n voorbijganger...
  - Het dorpje dat ging vliegen (1975)
  - Het schip van steen (1976)
  - De onbestaanbare stad (1977)
  - De falangisten van de zwarte orde (1979)
  - De jacht (1983)

- Exterminator 17
  - Exterminator 17 (1980)
  - De alliantie (2008)
  - Terug naar Ellis (2008)
  - Tranen van bloed (2008)

- Nikopol
  - Lady in Blue (1986)
  - Koude Evenaar (1992)
  - Kermis der onsterfelijken (1980)

- De slaap van het monster
  - De Slaap van het Monster (1998)
  - 32 december (2003)
  - Afspraak in Parijs (2006)
  - Vier? Laatste Bedrijf (2007)

- Het infarct
  - Animal'z (2009)
  - Julia & Roem (2011)
  - De Kleur van de Lucht (2015)

- Bug
  - Boek 1 (2018)
  - Boek 2 (2019)
  - Boek 3 (2022)

### Losse Albums
- Het Geheugen van buitenruimte (1978)
- De Vervloekte Kom (1982)
- Die Mauer - Portfolio (1982)
- Crux universalis (1982)
- Images pour un film (1983)
- Los Angeles - l'étoile oubliée de Laurie Bloom (1984)
- L'état des stock (1986 en 1999)
- Buitenspel (1987)
- Bloedende Harten en andere zaken (1988)
- Bleu sang (1994)
- Tykho Moon - Livre d'un film (1996)
- Visione de fine Milo (1998)
- Magma (2000)
- Un siècle d'amour (2000)
- enkibilalandeuxmilleun (2001)
- Le sarcophage (2001)

## Filmografie
- Bunker Palace Hotel (1989)
- Tykho Moon (1996)
- Immortel, ad vitam (2004)